# Соняшничок
Соняшничок (Heliopsis) — рід квіткових рослин родини айстрових (Asteraceae). Рід містить 15 видів, які населяють сухі місцевості Північної та Південної Америки.

## Морфологічна характеристика
Це багаторічні (рідкісно однорічні) рослини 30–150 см заввишки. Стебла прямовисні чи повзучі, розгалужені від основи чи ± рівномірно. Листки стеблові, протилежні; пластини від трикутних чи яйцюватих до ланцетних, краї пилчасті чи грубо зубчасті, грані голі чи волохаті. Голови розміщені поодинці. Обгортки 8–14 мм у діаметрі. Філяріїв 12–20 у 2–3 рядах. Променевих квіточок [0]5–20, маточкові, плодючі; віночки від жовтого до помаранчевого забарвлення. Дискових квіточок 30–150+, двостатеві, плодючі; віночки від жовтого або коричневого до пурпурного, трубки значно коротші за вузько-циліндричну горловину, частки 5, трикутні. Плоди від коричневого до чорно-коричневого забарвлення. x = 14.

## Види
1. Heliopsis annua
2. Heliopsis anomala
3. Heliopsis buphthalmoides
4. Heliopsis decumbens
5. Heliopsis filifolia
6. Heliopsis gracilis
7. Heliopsis helianthoides
8. Heliopsis lanceolata
9. Heliopsis longipes
10. Heliopsis novogaliciana
11. Heliopsis parviceps
12. Heliopsis parvifolia
13. Heliopsis procumbens
14. Heliopsis sinaloensis
15. Heliopsis suffruticosa